# Nesosphecodes anthracinus
Nesosphecodes anthracinus là một loài Hymenoptera trong họ Halictidae. Loài này được Engel mô tả khoa học năm 2006.